# Springdale, Pennsylvania
Springdale är en kommun i Allegheny County i delstaten Pennsylvania, USA.